# Suria (singapurski kanał telewizyjny)
Suria – singapurski kanał telewizyjny należący do Mediacorp. Emituje treści w języku malajskim. Został uruchomiony w 2000 roku.